# Kokin Brod
Kokin Brod (cyr. Кокин Брод) – wieś w Serbii, w okręgu zlatiborskim, w gminie Nova Varoš. W 2011 roku liczyła 328 mieszkańców.